# Capaz (merenguetón)
Capaz (merenguetón) (estilizado en minúsculas) es una canción del dúo venezolano Alleh & Yorghaki, fue lanzado y publicado el 21 de noviembre de 2024 a través de Foundation Media y Conmuer LLC. como la pista número nueve de su primer álbum de estudio La ciudad. La canción se hizo viral en TikTok convirtiéndose en un ritmo y éxito superbailable.

## Antecedentes, composición y lanzamiento
Alleh compuso la canción con un tipo de ritmo de merengue y pop latino junto a su productor, Yorghaki. Más tarde, anunció en Instagram y en redes sociales que su primer álbum de estudio se lanzaría el 20 de noviembre de 2024.

## Impacto viral
El 20 de noviembre la canción se viralizó en TikTok debido a que muchos influencers y famosos compartían y bailaban está canción, expandiéndose en internet. Es una mezcla de regguetón y merengue movedizo, imposible parar de seguir el ritmo y mover los pies.

## Visualizer
La visualización del vídeo se estrenó el mismo día que en el lanzamiento. Aparecen ellos dos bajo una sombra al atardecer, se puede ver a ellos bailando en las sombras, también se puede ver la letra de la canción.

## Versiones
- Argentina: Florencia Vigna y Luz Paisio